# Michael Rodríguez
Michael Rodríguez Gutiérrez  (Cacao, 30 de dezembro de 1981) é um futebolista profissional costa-riquenho, defensor, milita no Seattle Sounders.

## Carreira
Rodriguez representou a Seleção Costarriquenha de Futebol nas Olimpíadas de 2004.